# Buhryń (gmina)
Buhryń (pocz. Buhryn) – dawna gmina wiejska istniejąca do 1939 roku w woj. wołyńskim (obecnie na Ukrainie). Siedzibą gminy był Buhryń (Бугрин).
12 maja 1920 r. gmina Buhryn została wyłączona z powiatu ostrogskiego i przyłączona do powiatu rówieńskiego. 12 grudnia 1933 roku do gminy Buhryń przyłączono część obszaru gminy Równe, natomiast część obszaru gminy Buhryń włączono do gmin Hoszcza i Tuczyn.
Według stanu z dnia 4 stycznia 1936 roku gmina składała się z 30 gromad. Po wojnie obszar gminy Buhryń wszedł w struktury administracyjne Związku Radzieckiego.